# Paułausk
Paułausk (biał. Паўлаўск; ros. Павловск) – wieś na Białorusi, w obwodzie mohylewskim, w rejonie mohylewskim, w sielsowiecie Siemukaczy.